# Лесси (телесериал, 1954)
Лесси — американский телесериал о приключениях колли по кличке Лесси и её спутников, людей и животных. Сериал был создан продюсером Робертом Максвеллом и дрессировщиком Раддом Уезервоксом и демонстрировался на телеканале CBS с 12 сентября 1954 года по 24 марта 1973 года. Один из старейших телесериалов, он состоял из девятнадцати сезонов, два последних были показаны в синдикации. Первоначально снятый в черно-белом исполнении, сериал перешёл на цвет в течение 1965 года.
Первые десять сезонов шоу рассказывают о приключениях Лесси в небольшой сельской общине. В начале она живёт в семье, состоящей из одиннадцатилетнего мальчика Джеффа Миллера, его матери и деда, а в четвёртом сезоне её забирают себе семилетний Тимми Мартин и его приёмные родители.
Когда приключения Лесси на ферме подошли к концу, в одиннадцатом сезоне, она попадает к рейнджерам Лесной службы США.
После своих странствий без хозяина в течение года, Лесси, наконец, оседает в детском доме, где остается последних два синдицированных сезона.
По теме сериала были произведены разнообразные товары, в том числе книги, костюмы для Хэллоуина, одежда, игрушки и другие предметы. Компания «Суп Кэмпбелла», бессменный спонсор шоу, предложила две премии (кольцо и кошелек), и распространила их среди тысяч поклонников.
Эпизод из нескольких частей был объединен в художественный фильм «Большое приключение Лесси», вышедший на экраны в августе 1963 года.
В 1989 году в телесериале «Новые приключения Лесси» звезда сериала «Лесси» Джон Провост вернулся на экраны в роли Стива Маккалоу. Избранные эпизоды были выпущены на DVD.

## Производство

### Концепция и развитие
Между 1943 и 1951 годами, на киностудии Metro-Goldwyn-Mayer (MGM) были сняты семь художественных фильмов о приключениях колли Лесси. После окончания работы над седьмым фильмом в 1951 году, студия не запланировала никаких дальнейших фильмов о Лесси, в роли которой снималась собака по кличке Пэл. В счет $ 40 000 задолженности MGM, владелец и дрессировщик Пэла Радд Уезервокс получил все права на бренд «Лесси», и отправился с Пэлом в путешествие, выступая на ярмарках, родео, и других местах.
Нуждаясь в материале для относительно нового тогда телевидения, продюсер Роберт Максвелл предложил Уезервоксу идею телесериала Лесси о мальчике и его собаке. Двое мужчин разработали сценарий о бедной вдове, её маленьком сыне и её свекре, живущих на видавшей виды ферме в наши дни. Две пилотные серии были сняты в Калгари, провинция Альберта, Канада; первая рассказывала о появлении собаки в семье мальчика, а вторая была снята, чтобы дать потенциальным спонсорам и телеканалам-покупателям представление о типичном эпизоде. После просмотра пилотов, канал CBS утвердил сериал в графике показов 1954 года. Компания «Суп Кэмпбелла» была единственным спонсором шоу и оставалась им в течение всего периода показа сериала. Съемки сериала начались летом 1954 года, а первая серия «Лесси» была показана в воскресенье 12 сентября 1954 в 7:00 вечера по восточному поясному времени. В это время сериал будет транслироваться на CBS в течение следующих семнадцати лет.
В 1957 году Джек Врозер (Wrather), владелец телесериалов «Одинокий рейнджер» и «Сержант Престон из Юкона», приобрел все права на телешоу «Лесси» за 3,25 млн долл., и руководил шоу на протяжении нескольких следующих сезонов. В 1964 году, к началу одиннадцатого сезона сериала, было принято решение полностью переделать шоу; тема мальчика и его собаки была отклонена, и Лесси была включена в команду работников Лесной службы США. Тематика сериала была сосредоточена на сохранении и защите окружающей среды, но актуальность этой темы в эпоху социальных изменений была поставлена под сомнение. Началось неуклонное снижение рейтингов шоу. В 1971 году из Федерального агентства по связи были переданы новые постановления, касающиеся прайм-тайма, и CBS отменил шоу. Затем были выпущены два синдицированных сезона Лесси, а последняя серия была показана в воскресенье 24 марта 1973.

### Кастинг

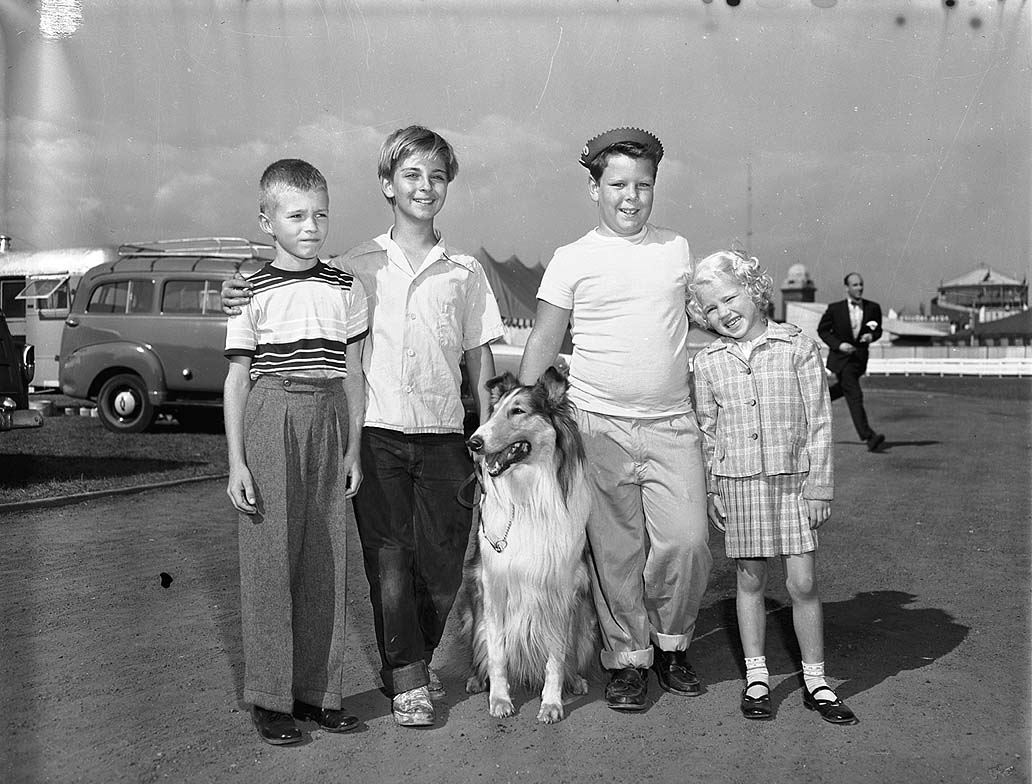
Томми Реттиг, Джои Д. Виейра и Лесси на промовыступлении в Торонто в 1955 году

Исполнителем главной роли в первых двух сериях был Пэл, игравший Лесси в фильмах MGM. Затем роль перешла к пяти его потомкам мужского пола. Его сын Лесси-младший играл в сезонах Джеффа и первые двух сезонах Тимми до ухода из сериала в 1959 году из-за рака. Хотя он выздоровел, Лесси-младший больше не вернулся в сериал. Место Лесси-младшего занял его сын Спук (англ. Spook — «Призрак»), а его брат Беби был в подготовке к роли. Спук был недостаточно подготовленным и никогда не чувствовал себя комфортно на съемочной площадке после того, как в первый же день упал софит. Уезервокс, однако, добился естественного и, кажется, уверенного выступления от испуганной собаки, и, по мнению некоторых, игра Спука является примером лучшей работы Уезервокса. Спук играл в сериале весной и осенью 1960 года. Беби, сын Лесси-младшего и брат Спука, работал в сериале в течение шести лет. Он появлялся в последних сезонах Тимми и двух сезонах лесной службы. Беби умер в восемь лет, став единственным исполнителем роли Лесси, не дожившим до семнадцати лет. Вслед за ним на роль был принят Майа (англ. Mire «болото»), который играл Лесси в течение пяти лет. Эй-эй (Hey Hey) изображал вымышленную колли в синдицированных сезонах.
Звезда Бродвея и участница телевикторин Джейн Клейтон был нанята на роль вдовы Эллен Миллер, а семидесятилетний Джордж Кливленд играл её свекра, Джорджа «Дедушку» Миллера. Юный актёр Томми Реттиг был взят на роль одиннадцатилетнего сына Эллен Джеффа Миллера, а Дональд Килер (псевдоним Джои Д. Виейра) играл друга Джеффа, Сильвестра " Порки "Броквея. Бассет-хаунд Порки по кличке Поки периодически появлялся в сериале в течение нескольких первых сезонов.
В 1957 году Клейтон и Реттиг захотели уйти из сериала. Производители решили найти нового мальчика, чтобы убрать семью Миллеров из шоу. Двести мальчиков были просмотрены, и шестилетний опытный актёр Джон Провост был нанят на роль Тимми и дебютировал в первой серии четвёртого сезона, «Беглец». В июле 1957 года Джордж Кливленд неожиданно умер, и продюсеры были вынуждены изменить сериал. Сценарий был существенно переработан и Клейтон и Реттиг были уволены. Клорис Личмен и Джон Шеподд были быстро наняты на роли приёмных родителей Тимми Рут и Пола Мартинов. В четвёртом сезоне Джордж Чандлер был нанят на роль Петри Мартина, дяди Павла, но позже был уволен. В процессе съемок четвёртого сезона, Личмен неудачно играла роль жены фермера, враждовала на съемочной площадке с коллегами, и оказалась непопулярной у зрителей. Рейтинги упали. Когда съемка сезона 1957-58 годов была закончена в феврале 1958 года, Врозер связался с продюсером и Максвелл уволил Личмен и Шеподда. В начале пятого сезона их заменили опытная актриса Джун Локхарт и звезда Бродвея Хью Рейли. Тодд Феррелл периодически появлялся в роли друга Тимми Ральфа «Бумера» Бейтса со своей собакой Майком, но оба были уволены в 1958 году.
Бывший Пенсильванский Коп Энди Клайд, исполнитель одной из главных ролей в фильме Настоящая Маккой, стали регулярно появляться в сериале в 1958 году в роли соседа Калли Уилсона.
Приглашенными звёздами в сезонах Тимми были «Одинокий рейнджер», бейсболист Рой Кампанелла, олимпиец Рейфер Джонсон, Стейси Кич, Мария Виндзор, Дик Форан, Тод Гриффин, Джейн Дарвелл, Денвер Пайл, Фоззи Найт, Гарри Кэри-младший, Уильям Чаллерт и Карл Свенсон.
В течение первых четырёх лет сериал Лесси получил очень приличные рейтинги. Тем не менее, в конце сезона 1958—1959 годов рейтинг выпал из топ-30 в связи с постоянной сменяемостью актёров. Как только зрителям понравились Локхарт и Рейли в роли родителей Тимми, семья Мартинов была принята и поддержана общественностью. В результате между 1960 и 1964 годами рейтинги Лесси значительно улучшились, и к весне 1964 года сериал получил наивысший рейтинг за всю историю, занимая 13 позицию.
В 1964 году Провост отказался продлить свой контракт. Производители решили расширить возрастные рамки шоу, обратившись к более старшим зрителям, и с этой целью отклонили тему мальчика и его собаки, заменив её на сюжеты с участием рейнджеров лесной службы. Роберт Брэй, бывший моряк и двойник Гэри Купера, был взят на роль Кори Стюарта. Во время первого сезона с участием Брея, шоу перешло к съемке в цвете, а необычайно живописные места по всей Америке были использованы в качестве натуры для сериала. В конце концов, алкоголизм Брея заставил его покинуть шоу, и Джек Де Mейв и Джед Аллан были наняты вместо него.
Среди приглашенных звёзд в рейнджерских сезонах были Кен Осмонд, Пол Петерсен, Сюзанна Сомерс, Виктор Френч и Морган Бриттани.
Когда сезоны Лесной службы подошли к концу, Лесси бродила одна в течение сезона, затем поселилась на ранчо Холденов, где провела последние два синдицированных сезона с участием актёров Рона Хайса, Ларри Пеннелла, Скипа Бартона, Ларри Уилкокса, Шерри Буше, и Пэмелин Фердин

### Сценаристы
Некоторые сценарии были созданы писателями из чёрного списка времен расцвета маккартизма и комиссии палаты представителей по антиамериканской деятельности. Среди этих писателей были Роберт Лис (внесенный в список как JE Селби) и Адриан Скотт, один из десяти голливудских сценаристов, которые попали в тюрьму за неуважение к Конгрессу США.

### Съемки
Первой студией шоу был Павильон Один KTTV в Лос-Анджелесе, штат Калифорния, а в 1957 году производство переехало в Десилу. Местом съемок были также Водохранилище Каньона Франклина и Скалы Васкеса. Во время сезонов Тимми, эпизоды были сняты в Гранд-Каньон и в Хай Сьерра, а во время сезонов о Службе лесного хозяйства лесная служба и Министерство внутренних дел предложили для проведения съемок Аляску, Пуэрто-Рико, Монумент Вашингтону и другие площадки.]
Сериал снимался шесть дней в неделю по пятнадцать сцен в день, так что за неделю были готовы три серии. Сцены снимали не по порядку. Могли быть сняты несколько сцен в сарае, а затем столько же сцен на кухне. Полученные кадры были затем использованы в четырёх или пяти различных эпизодах. Реттигу была разрешена связь с собакой, и часто он чистил собаку в студии или проводил выходные дома у Уезервокса, играя с животным. Их связь отразилась на фильме, что сделало сцены с мальчиком и собакой более правдоподобными, но со временем животное стало слушаться Реттига больше, чем Уезервокса, и тренер был вынужден сократить количество времени, которое мальчик и собака проводили вместе.
Как правило, были два кинолога на съемочной площадке, каждый из них балансировал на стремянке так, что его могла видеть только Лесси, и махал собаке куском мяса. «Это выглядело так, как будто Лесси смотрела на Джона (Провоста), но на самом деле она смотрела мимо Джона на кусок говядины», вспоминала Локхарт в 2004 году. Когда Провост произнес свою реплику, тренер за спиной у Локхарт шептал «Лесси»! и махал ей куском мяса. Голова Лесси поворачивалась к Локхарт, которая произносила свою реплику. Тогда тренер за спиной Провоста снова привлекал внимание Лесси, и Провостом произносил свою следующую реплику. «Звукорежиссёр вырезал все лишнее», — говорила Локхарт: "В итоге, вы никогда не слышали тренеров. Часто, если сцена прошла хорошо, но абсолютно правильный диалог не был получен, если собака вела себя правильно, они включали его в серию. " В дополнение к основной Лесси, три других Лесси могли быть задействованы на съемках эпизода: дублёр для репетиций, дублёр для трюков и «Боец» для сцен драк с другими животными

### Музыкальные темы
За свою долгую историю вещания в сериале Лесси использовали несколько разных музыкальных тем. В первом сезоне, мелодия под названием «Тайна Тихих Холмов (Тема из телесериала „Лесси“)», используется в начале и в конце серий. Тема изначально была создана композитором Уильямом Лавой для радиошоу 1940 «Мужественный доктор Кристиан».
Во втором и третьем сезоне эта тема, названная просто " заглавные и финальные титры Лесси ", была немного изменена. Изменения, внесенные в первоначальную мелодию музыкальным руководителем сериала Раулем Крошаром, настолько малы, что только тренированное ухо может заметить разницу. Третья тема, используемая в сериале, это ария «Dio Possente» (Даже храбрые сердца могут увеличиваться) из оперы «Фауст» Шарля Гуно в оркестровом исполнении. Точное время, когда эту тему стали использовать, неизвестно из-за противоречивых записей, однако считается, что это была третья серия, и была использована по крайней мере в части четвёртого сезона для смены собственника Лесси.
Самая известная из музыкальных тем Лесси появилась в начале пятого сезона. Песня, названная также " заглавные и финальные титры Лесси ", была создана Лесом Бакстером, а свист исполнял сам Маззи Марчеллинo. Под прозвищем «Свистун», мелодия осталась темой серий в остальной части «сезонов Мартина». С началом «рейнджерских сезонов» начальную и конечную тему было изменено на аранжировку традиционной народной мелодии «Зелёные рукава», выполненную Натаном Скоттом. Вышеупомянутая мелодия " Свистун " вернулась в сериал в ходе тринадцатого сезона в эпизоде из семи частей «Вояджер», и оставалась темой до завершения сериала. Телевизионный композитор Натан Скотт оркестровал музыку к почти каждому эпизоду между 1963 и 1973 годами, за исключением четырёх эпизодов.

### Спонсор
Компания «Суп Кэмпбелла» спонсировала сериал все девятнадцать лет показа. В одном из первых случаев продакт-плейсмента, компания потребовала, чтобы их продукция была видна в кино, и с тех пор продукция Кэмпбелла регулярно появлялась на заднем плане. Кэмпбелл также требовал заключения контрактов со звёздами шоу, чтобы избежать их появления в любом фильме или театральной постановке, которые разрушали известные всей Америке образы.
В 1956 году компания провела конкурс « Имя для щенков Лесси», главной премией в котором были щенки Лесси и $ 2000. Руководство компании передало щенков в дома победителей. В 1958 году, за двадцать пять центов и этикетку из замороженного обеда Суонсон, зрители могли получить кольцо дружбы с портретом Лесси. Компания отправила зрителям 77715 колец. В 1959 году компания предложила бумажник, сделанный «из роскошного коричневого пластика», украшенный изображением Лесси; 1343509 кошельков были отправлены по почте зрителям, которые отправили пять различных этикеток от продукции Кэмпбелла. Этикетки представляли 6500000 проданных банок продукции Кэмпбелла. Кэмпбелл платил компании «Врозер» $ 7 млн в год за трансляцию своих рекламных роликов. Прибыли суповой компании выросли на семьдесят процентов по сравнению с днями, предшествующими показу Лесси.
Лесси была вдохновителем рецепта корма для собак, который компания представила в 1969 году, Этот продукт, как сообщалось, был основан на домашней тушеной смеси, которую Уезервокс готовил для Лесси. В рекламе продукта говорилось: «Теперь все собаки могут прийти на обед к Лесси, которая вернулась домой». За первый год, рецепт заработал $ 10 млн для Кэмпбелла, и за третий год, 40 миллионов долларов. Чтобы помочь увеличить продажи, Кэмпбелл заплатил Уезервоксу за написание руководства по дрессировке собак под названием «Метод Лесси», которое компания использовала в качестве премиального предложения.

### Сюжеты и темы
Сюжеты первых десяти сезонов «Мальчик и его собака» были похожи: мальчик (Джефф или Тимми) попадал в какие-то неприятности. Лесси затем убегала за помощью или бросалась спасать жизнь своего хозяина сама. После воссоединения с семьей, мальчик получал лекцию о том, почему он не должен был делать то, что он сделал. В 2004 Джун Локхарт описывала шоу как "… сказка о людях на ферме, в которой собака решает все проблемы за 22 минуты, как раз к следующей рекламе ".
Сезоны 11-16 были известны как "Рейнджерские серии ", в которых новым хозяином Лесси стал лесничий Кори Стюарт, который появился в нескольких эпизодах 10 сезона. Он взял собаку из-за того, что она не смогла поехать в Австралию с Мартинами, когда Павел получил там работу — обучать сельскому хозяйству. Так Лесси начала работать с Лесной службой США. Цветные съемки были использованы во время рейнджерских сезонов, и Лесси с друзьями направлялись в разные экзотические места, такие как Национальный лес секвойя и Долина монументов; таким образом эти серии воспринимались зрителями как миниатюрные путешествия. Другие рейнджеры были показаны в течение последней части этой эпохи, когда Роберт Брэй (который играл Стюарта) покинул сериал.
В 17 сезоне, программа снова поменяла формат и стала своего рода сериалом-антологией, аналогично сериалу Маленький бродяга. Лесси странствует в одиночестве, попадая в различные приключения каждую неделю. Не было дано никаких объяснений того, почему Лесси уже не с лесной службой. В некоторых эпизодах в этот последнем сезоне на канале CBS были только животные.
Во время 18 и 19 сезонов (которые демонстрировались в синдикации), Лесси была принята Гартом Холденом (играет Рон Хейс), директором ранчо Холден — дома для мальчиков-сирот, который был показан со своим сыном-подростком и его другом. Ранчо стало домом Лесси на последние два года показа сериала.
В сюжетах «Лесси» рассматривается связь между мальчиками и их собаками, вместе с этим шоу способствует формированию понимания зрителем американского детства середины двадцатого века. Лесси была связана с полезными семейными ценностями своего времени, но некоторые родители из групп мониторинга телевизионного контента находили захватывающие сюжеты, показывающие детей в опасности, слишком впечатлительными для очень маленьких зрителей и возражали против некоторых действий Тимми, которые, как они считали, поощряли детей не слушаться родителей. Однако, в сериале последовательно показано, как уход, воспитание и ответственность, вместе с приверженностью семье и общине, часто спасали попавших в беду и исправляли ошибки. Она была безупречной «матерью» в рамках американской идеологии 1950-х и 1960-х годов.

## В ролях

### Люди

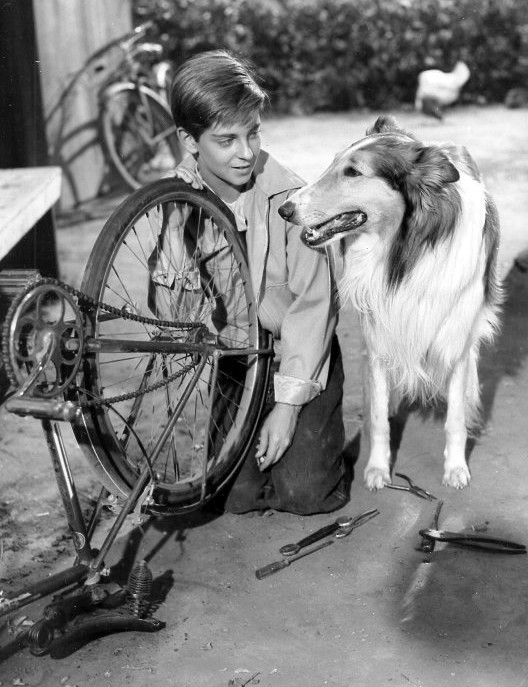
Томми Реттиг снялся в роли Джеффа Миллера в первые годы сериала (1954-57), серии с его участием были названы в синдикации «Колли Джеффа»

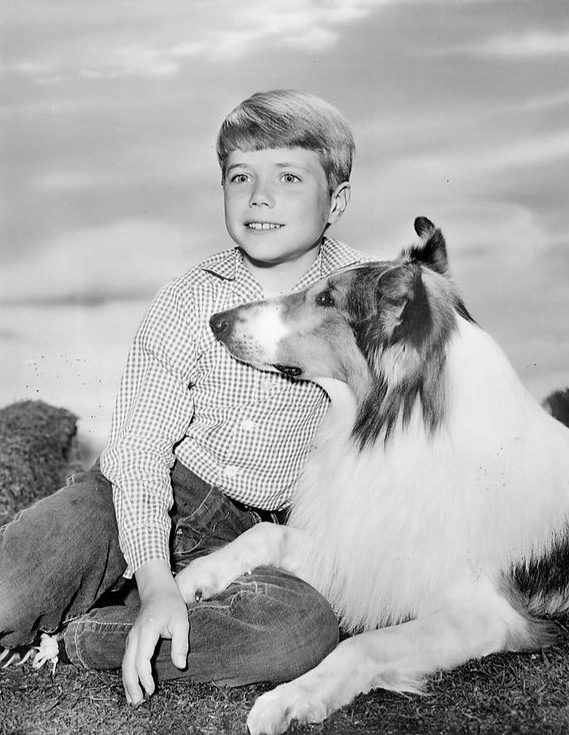
Джон Провост снялся в роли Тимми Мартина в середине сериала (1957-64), серии с его участием были названы в синдикации «Тимми и Лесси»

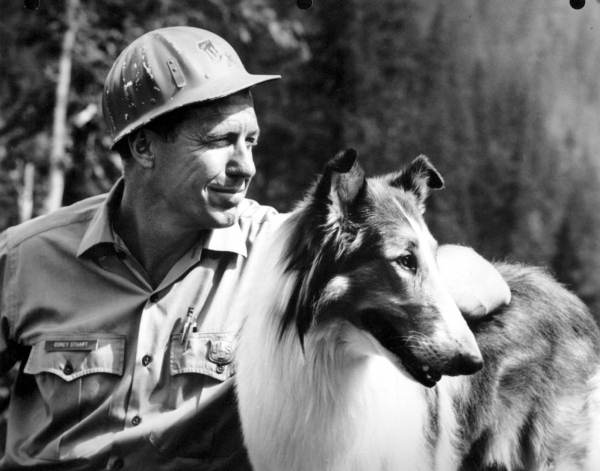
Роберт Брэй снялся в роли рейнджера Кори Стюарт в течение большей части леснических сезонов сериала в 1964-68

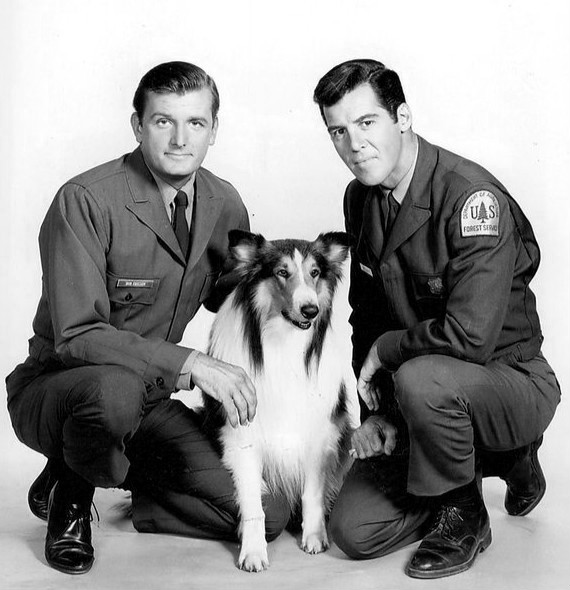
Джек Де Мейв (слева) и Джед Аллан (справа) сыграли рейнджеров Боба Эриксона и Скотта Тернера соответственно во время более поздних леснических сезонов в 1968-70

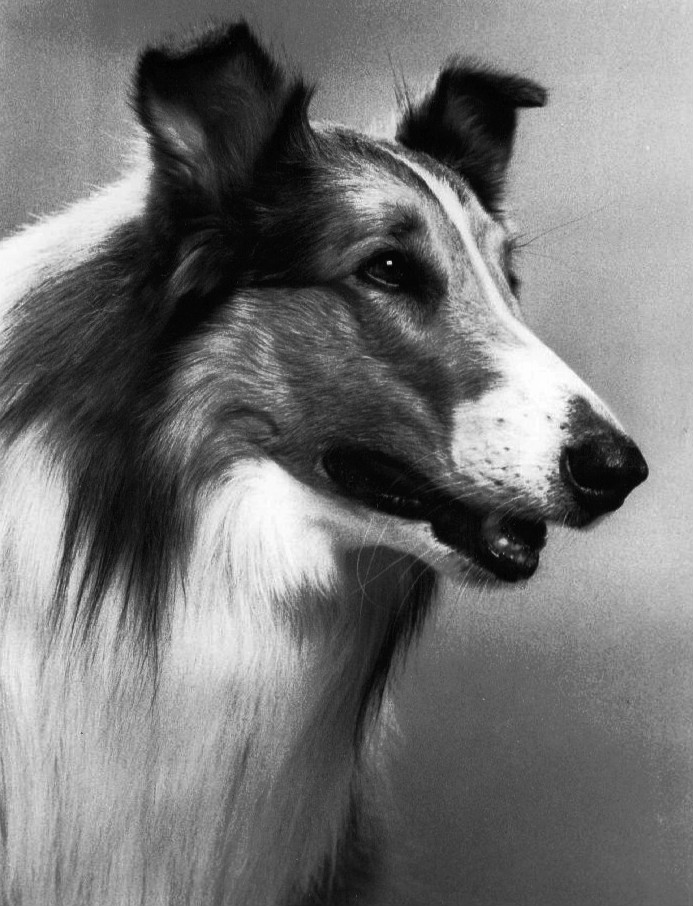
Лесси путешествовала одна в финале сезона CBS (1970-71), попадая в различные приключения, прежде чем остановиться на ранчо Холден в течение двух заключительных сезонов сериала, показанных в синдикации. (1971-73)

#### 1954—1957: Семья Миллеров (позже названы в синдикации «Колли Джеффа»)
- Эллен Миллер — вдова погибшего на войне фермера (Джейн Клейтон)
- Джефф Миллер — одиннадцатилетний сын Эллен (Томми Реттиг)
- Джордж «Дедушка» Миллер — свекор Эллен и дед по отцу Джеффа (Джордж Кливленд)
- «Порки» Броквей — сельский парень и друг Джеффа (Джой Д. Виейра — использовал сценический псевдоним «Дональд Килер»)

#### 1957—1964: Семья Мартинов (позже названы в синдикации «Тимми и Лесси»)
- Тимми Мартин — приёмный сын фермеров Миллеров (Джон Провост)
- Пол Мартин — молодой фермер, муж Рут и приёмный отец Тимми (Джон Шеподд 1957—1958; Хью Рейли 1958—1964)
- Рут Мартин — жена Павла и приёмная мать Тимми (Клорис Личмен 1957—1958; Джун Локхарт 1958—1964)
- Петри Дж. Мартин — дядя Павла (Джордж Чендлер) (1958—1960)
- Калли Уилсон — сосед Мартина, фермер и любитель природы (Энди Клайд) (1959—1964)

#### 1964—1970: Лесная служба США
- Лесничий Кори Стюарт (Роберт Брей) (1964—1968)
- Лесничий Боб Эриксон (Джек Де Мейв) (1968—1970)
- Лесничий Скотт Тернер (Джед Аллан) (1968—1970)

#### 1970—1971: путешествует в одиночку
- Нет хозяина

#### 1971—1973: Ранчо Холден
- Гарт Холден — директор Ранчо Холден (Рон Хайс)
- Рон Холден — сын Гарта (Скип Бартон)
- Дейл Митчелл — друг Рона (Ларри Уилкокс)
- Кит Холден — брат Гарта (Ларри Пеннелл)
- Люси Бейкер — глухой ребёнок, живущий рядом с ранчо Холден (Пэмелин Фердин)

### Исполнители роли Лесси
- Пэл (Пилотные эпизоды)
- Лесси-младший (1954—1959)
- Спук (1960)
- Беби (1960—1966)
- Майа (1966—1971)
- Эй-Эй (1971—1973)

## История трансляции
В течение первых семнадцати сезонов, с 12 сентября 1954 по 24 марта 1973 года, сериал транслировался по телевидению на канале CBS вечером в воскресенье в 7:00 вечера EST. В 1971 году в целях содействия сообществу программ, связанных между местными филиалами, Федеральное агентство по связи (США) перенесло прайм-тайм воскресенья на 8:00 вечера EST, с введением правил доступа к прайм-тайм. Руководители CBS считали, что «Лесси» не будет пользоваться популярностью в другое время, и, с появлением на канале других семейных программ, шоу было отменено. («Лесси» был среди нескольких шоу что КОС отменены в течение этого периода времени в рамках изменение его демографической целевой.) «Лесси» затем был запущен в синдикации под руководством Джека Врозера и компании «Суп Кэмпбелла», и остался в эфире ещё на два года до окончательного закрытия в марте 1973 года. Всего было снято 571 эпизод.
Сезоны Миллеров были проданы в синдикации в 1958 году под названием «Колли Джеффа». В повторах в синдикации, эпизоды «Семья Maртинов» были названы «Тимми и Лесси». Серии показывали в повторе на канале Nickelodeon с 1984 года до 1996 года.
Компания «Классик-медиа» в настоящее время владеет правами на все телесериалы «Лесси», а также бренд «Лесси». В 2010 году начался показ сериала на Ретро Network Television. В 2012 году эпизоды о Тимми и Лесси начали показывать по субботам на Trinity Broadcasting Network (TBN), и её детском канале Smile of a Child. Ме-ТВ также транслировал избранные эпизоды как часть своего блока «Воскресная витрина». В 2013 году на принадлежащем NBC дочернем цифровом телеканале Cozi начался показ сериала по утрам в будние дни.
В то время как оригинальный сериал не имел прямого продолжения, несколько последующих постановок использовали образ Лесси.
В 1973 году ABC создал анимированный сериал под названием «Лесси и спасатели» производства Filmation. Радд Уезервокс охарактеризовал сериал как «мусор».
В условиях разрядки международной напряжённости возникла возможность трансляции американских телесериалов в СССР, и в январе 1974 года отдельные серии «Лесси» были впервые показаны советским телевидением.
В 1989 году вышло продолжение сериала под названием «Новые приключения Лесси», в котором Джон Провост играл роль Стива Маккалоу. Этот сериал был показан в синдикации. В его седьмом эпизоде («Корни»), в котором Джун Локхарт играла роль Рут Мартин, рассказано, что Стив Маккалоу — это взрослый Тимми Мартин. Оказалось, что Тимми не был должным образом усыновлён Maртинами и, следовательно, был вынужден остаться в США, когда Рут и Павел эмигрировали в Австралию. Тимми был впоследствии усыновлён семьей Маккалоу и начал называть себя своим вторым именем Стивен. В 1991 году Томми Реттиг появился в качестве гостя в эпизоде «Удивительная Лесси». Это было его последнее появление на телевидении до своей смерти в 1996 году.
В 1997 году модифицированный ремейк — также под названием « Лесси» — дебютировал в США по новому тогда каналу «Планета животных». В центре этого сериала (который был снят в Канаде) были также мальчик по имени Тимми и его собака, хотя различия в обстановке и характеру обстоятельствам не позволяют ему быть точным ремейком оригинального сериала. Говард — потомок Пэла в восьмом поколении — снялся в роли Лесси в первых 26 эпизодах, но в начале второго сезона был заменен с целью экономии на колли, не являющуюся потомком Пэла. Кампания протеста вынудила производителей пригласить в сериал Эй-эя II — сына Говарда и прапрапрапрапраправнука Пэла, который снялся в последних 13 эпизодах сезона (и, как оказалось, сериала).

## Художественный фильм
Во время Недели благодарения 1962 года, в Хай Сьерра был снят в цвете эпизод из пяти частей под названием «Путешествие». В эпизоде, показанном в феврале и марте 1963 года, рассказывается, что Тимми и Лесси унесло с карнавала на воздушном шаре, и они оказались в дикой местности в Канаде. Путешественники сталкиваются со многими опасностями, прежде чем их спасла Королевская канадская конная полиция. Спонсор Лесси компания «Суп Кэмпбелла» возражал против эпизода из нескольких частей, полагая, что зрители не хотели следить за одним сюжетом неделю за неделей, но три из пяти частей «Путешествия» попали в топ-10 рейтинга Нильсена в течение недель, когда они были показаны. Эти пять частей позже были объединены в полнометражный фильм, выпущенный в августе 1963 года студией 20th Century Fox под названием «Большое приключение Лесси».

## Критика и награды
К сериалу «Лесси» с самого начала благосклонно отнеслись критики, и в первые годы он завоевал две премии «Эмми». Звезды Джейн Клейтон и Джун Локхарт были номинированы на Эмми.

### Рейтинги
Каждый год в течение всех семнадцати лет показа на CBS, Лесси занимал первое место в своем временном интервале, воскресенье 7:00 вечера EST, и часто входил в топ-25 шоу на телевидении. Высокие показатели в рейтингах Нильсена были в сезоны Мартина, когда шоу занимало строки № 24 в 1957, # 22 в 1958, # 15 в 1959, # 15 в 1961, # 21 в 1962, # 13 в 1963 году, и № 17 в 1964 году. Единственный раз в сезонах Мартина «Лесси» не попал в двадцать пять лучших — в 1960 г., когда он уступил программам «Уолт Дисней представляет» на ABC и «Ширли Темпл театр» на NBC. Тем не менее, Лесси удалось подняться в Топ-25 в 1961 году, когда Диснейский сериал переехал на NBC. С началом рейнджерских сезонов, рейтинги шоу стали неуклонно снижаться.
С 1959 по 1967 гг. (за исключением 1963), шоу регулярно предваряло показ двухчасовой телепередачи Волшебник из страны Оз, которая демонстрировалась по воскресеньям с 6:00 до 8:00 Поскольку фильм 1939 года всегда собирал огромную аудиторию, рейтинги Нильсена на CBS в 7:00 вечера оставались высокими.
| Сезон     | Ранг        |
| --------- | ----------- |
| 1954-1955 | Не в топ-30 |
| 1955-1956 | Не в топ-30 |
| 1956-1957 | #24         |
| 1957-1958 | #22         |
| 1958-1959 | Не в топ-30 |
| 1959-1960 | #29         |
| 1960-1961 | Не в топ-30 |
| 1961-1962 | #15         |
| 1962-1963 | #19         |
| 1963-1964 | #12         |
| 1964-1965 | #17         |
| 1965-1966 | #27         |
| 1966-1967 | Не в топ-30 |
| 1967-1968 | #30         |
| 1968-1969 | Не в топ-30 |
| 1969-1970 | Не в топ-30 |
| 1970-1971 | Не в топ-30 |

### Награды
Сериал «Лесси» получил премию Эмми в номинациях «Лучшая детская программа» в 1955 году и «Лучший детский сериал» в 1956 году. Джейн Клейтон была номинирована на две Эмми в 1957 и 1958 годах за созданный ею образ Эллен Миллер, тогда как Джун Локхарт была номинирована на премию Эмми в 1959 году за роль Рут Мартин. Сериал получил ещё одну премию Эмми в 1960 году за выдающиеся достижения в области детских программ.
Сериал был удостоен премии Пибоди в 1956 году. Награды для шоу были также получены от PTA, Национальная ассоциация для лучшего радио и телевидения, Золотая Звезда, и Billboard. В 2003 году Джон Провост был номинирован на премию TV Land «Фаворит взаимоотношений между людьми и животными» (Тимми и Лесси).

## Культурное влияние
В 1960 году персонаж Лесси стал одним из трёх не-человеческих персонажей, получивших звезду на Голливудской «Аллее славы». Лесси и звезды шоу появились на обложках Parade, Life, Look и TV Guide.
В 1967 году, когда Лесси находилась в Лесной службе США и в сериале разрабатывалась тема защиты окружающей среды, Лесси пригласила в Белый дом первая леди, Берд Джонсон. В январе 1968 года президент Линдон Джонсон подписал законопроект, касающийся загрязнения почвы и воды, который многие называют «программой Лесси». Лесси и её спонсоры были удостоены обеда в столовой Сената 19 марта 1968 года и им была представлена мемориальная доска сенаторами Эдмундом Маски и Джорджем Мерфи, признавая свою приверженность к окружающей среде.
Джон Провост назвал свою автобиографию «Тимми в колодце»! Потому что колодец был единственным местом, куда Тимми никогда не падал; он падал в заброшенные шахты, со скал, в реки, озера и зыбучие пески, но никогда не падал в колодец.
Журнал «Mad» пародировал шоу, как «Лиззи».

## Комментарии
1. ↑  Когда разговоры о сериале распространились в сообществе Голливуда, юридическая служба MGM остановила производство и составила иск о нарушении авторских прав, утверждая, что студии по-прежнему принадлежит бренд Лесси. До начала судебного процесса, Уезервокс предъявил документы, подтверждающие, что студия отказалась от всех прав на Лесси (Коллинз 1993, pp.81-2).
2. ↑  Реттиг соревновался с двумя другими мальчиками на роль Джеффа Миллера. Трое несовершеннолетних актёров провели с Пэлом неделю в доме Радда Уезервокса в Северном Голливуде, штат Калифорния, и Реттиг вспоминал: «Я понравился Лесси больше, чем двое других детей. Я любил животных, и это, казалось, было очень важно для Радда». Реттиг получил роль. (Collins 1993, pp.80-1).